# Ґраля-Домбровізна
Ґраля-Домбровізна (пол. Grala-Dąbrowizna) — село в Польщі, у гміні Скужець Седлецького повіту Мазовецького воєводства.
Населення — 335 осіб (2011).
У 1975-1998 роках село належало до Седлецького воєводства.

## Демографія
Демографічна структура станом на 31 березня 2011 року:
|          | Загалом | Допрацездатний вік | Працездатний вік | Постпрацездатний вік |
| -------- | ------- | ------------------ | ---------------- | -------------------- |
| Чоловіки | 159     | 44                 | 100              | 15                   |
| Жінки    | 176     | 37                 | 103              | 36                   |
| Разом    | 335     | 81                 | 203              | 51                   |